# Coupe du Maghreb des vainqueurs de coupe 1973-1974
Navigation
Édition précédente Édition suivante
La coupe du Maghreb des vainqueurs de coupe 1973-1974 est la cinquième édition de la coupe du Maghreb des vainqueurs de coupe, qui se déroule du 11 au 13 janvier 1974, à Tunis.
La compétition est réservée aux vainqueurs de coupes nationales du Maroc, de Tunisie, et d'Algérie ; la Libye ne participe pas à cette édition. C'est le Sporting Club Chabab Mohammédia, tenant du titre, qui la remplace. La compétition se joue sous forme de matchs à élimination directe, mettant aux prises quatre clubs, qui s'affrontent à Tunis. 
C'est le club algérien du Mouloudia Club d'Alger qui remporte la compétition en battant en finale les Marocains du Fath Union Sport de Rabat, aux tirs au but, après un nul d'un but partout.

## Équipes participantes
- Mouloudia Club d'Alger  - Vainqueur de la coupe d'Algérie 1973
- Sporting Club Chabab Mohammédia  - Vainqueur de la coupe des coupes du Maghreb 1973
- Fath Union Sport de Rabat  - Vainqueur de la coupe du Maroc 1973
- Avenir sportif de La Marsa  - Vainqueur de la coupe de Tunisie 1973

## Compétition

### Demi-finales
| Date       | Équipe 1 | Résultat         | Équipe 2         |
| ---------- | -------- | ---------------- | ---------------- |
| 11 janvier | MC Alger | 3 - 1            | SCC Mohammédia T |
| 11 janvier | Fath US  | 0 - 0 3-1 t.a.b. | AS Marsa         |

- MCA-SCCM[1] :
  - Arbitres : Mhammed Touati, Ahmed Kadri et Abderrazak Bessaoudia (Tunisie)
  - Buts : Omar Betrouni (  8e et   71e), Aissa Draoui (  33e) pour le MCA et Mohammed Raad (  51e) pour le SCCM
  - MCA : Ait Mouhoub, Sadok Amrous, Zenir Abdelwahab, Bouzid Mahiouz, Bachta Anouar, Bachi Zoubir, Bouzerde, Mehdi Aizel (puis Mohammed Azzouz), Abdesslem Bousri, Omar Betrouni, Aissa Draoui
  - SCCM : Tahar Raad, Belkhirat, Haffa Ould Aicha, Karri, Abdellatif Haddadi, Noureddine Raad, Hadida, Mohamed Raad, Ahmed Faras, Driss Haddadi, Hassan Amcharrat
- FUS-ASM[1] :
  - Arbitres : Khalifi, Mohamedi et Kaïd Ahmed (Algérie)
  - FUS : Fettah Benbarek, Hammali (puis Abdelghani), Brahim, Mohammed Bouardi, Fathi, Hammadi Raghai, Zeniber, Khaled Labied, Mohammed Kassou, Kala, Abdellah Blinda
  - ASM : Ferjani Derouiche, Béchir Ben Tili, Tahar Toumi, Abdessatar Kochbati, Hamadi Bouaziz, Abdelaziz Bendadi, Hamadi Bougatfa (puis Hamouda Damoussi), Taoufik Jebali, Mouldi Bendadi, Abdessalem Chemam, Rachid Bechr (puis Samir Mezlini)

### Match pour la3eplace
| Date       | Équipe 1         | Résultat          | Équipe 2 |
| ---------- | ---------------- | ----------------- | -------- |
| 13 janvier | SCC Mohammédia T | 1 - 1 3 -1 t.a.b. | AS Marsa |

- SCCM-ASM[2] :
  - Arbitres : Mohamedi, Kaïd Ahmed et Khalifi (Algérie)
  - Buts : Ahmed Faras (SCCM ;   70e) et Abdessalem Chemam (ASM ;   81e)
  - Penalties transformés : Acila, Miloud et Faras (SCCM) et Chemam (ASM)
  - SCCM : Tahar Raad, Haffa Ould Aicha, Karri, Abdellatif Haddadi, Noureddine Raad, Miloud Chehab, Hadida, Mohamed Raad, Ahmed Faras, Driss Haddadi, Hassan Amcharrat
  - ASM : Ferjani Derouiche, Béchir Ben Tili, Tahar Toumi, Abdessatar Kochbati, Hamadi Bouaziz, Abdelaziz Bendadi, Hamadi Bougatfa (puis Hamouda Damoussi), Taoufik Jebali, Mouldi Bendadi, Abdessalem Chemam, Rachid Bechr (puis Sghaier Ben Fattah)

### Finale
| Date       | Équipe 1 | Résultat          | Équipe 2 |
| ---------- | -------- | ----------------- | -------- |
| 13 janvier | MC Alger | 1 - 1 4- 2 t.a.b. | Fath US  |

- MCA-FUS[3] :
  - Arbitre : Mhammed Touati (Tunisie)
  - Buts : Ali Bencheikh (  10e ; MCA) et Mohammed Kassou (FUS ;   62e)
  - MCA : Ait Mouhoub, Sadok Amrous, Mohamed Aizel (puis Bouzerde), Zenir Abdelwahab, Bouzid Mahiouz, Bachta Anouar, Omar Betrouni, Bachi Zoubir, Abdesslem Bousri, Ali Bencheikh, Aissa Draoui
  - FUS : Fettah Benbarek, Mohammed Bouardi, Brahim, Fathi, Hammadi Raghai, Khaled Labied, Taieb, Mustapha, Mohammed Kassou (puis Hammali), Abdelkader, Abdellah Blinda

## Vainqueur
| Coupe du Maghreb des vainqueurs de coupe Vainqueur 1974 |
| ------------------------------------------------------- |
| Mouloudia Club d'Alger Deuxième titre                   |

## Meilleurs buteurs
| Rang | Joueur            | Club           | Buts |
| ---- | ----------------- | -------------- | ---- |
| 1    | Omar Betrouni     | MC Alger       | 2    |
| 2    | Abdesslem Bousri  | MC Alger       | 1    |
| -    | Mustapha          | Fath US        | 1    |
| -    | Ahmed Faras       | SCC Mohammédia | 1    |
| -    | Mohammed Raad     | SCC Mohammédia | 1    |
| -    | Abdessalem Chemam | AS Marsa       | 1    |

## Source
- (en) « Maghreb Cup Winners' Cup », sur rsssf.com (consulté le 16 mai 2016)